# ジブチ関係記事の一覧
ジブチ関係記事の一覧（ジブチかんけいきじのいちらん）は、ジブチに関係する記事の一覧である。独立前の関係記事も取り扱う。

## ジブチ関係記事
50音順に配列されている。

### 記号
- .dj(ccTLD)

### あ行
- アッサル湖（湖）
- アファール盆地（盆地）
- アフリカの角食糧危機（気候変動）
- アーメド・サラ（陸上選手）
- アリ・サビエ州（州）
- アルタ州（州）
- イスマイル・オマル・ゲレ（政治家）
- イスラーム（宗教）
- オボック州（州）
- オボック空港（空港）
- オリンピックのジブチ選手団（五輪選手団）

### さ行
- サッカージブチ代表（サッカー）
- ジブチ（国）
- ジブチ・エチオピア鉄道（鉄道）
- ジブチ海軍艦艇一覧（海軍艦艇一覧）
- ジブチ国際空港（空港）
- ジブチ市（首都）
- ジブチの空港一覧（空港の一覧）
- ジブチの国旗（国旗）
- ジブチの国章（国章）
- ジブチの政党一覧（政党の一覧）
- ジブチの地方行政区画（行政区画の一覧）
- ジブチの地理（地理）
- ジブチの大統領一覧（大統領の一覧）
- ジブチの都市の一覧（都市の一覧）
- 進歩人民連合（政党）
- ソマリ族（民族）

### た行
- タジュラ州（州）
- ディキル（都市）
- ディキル州（州）

### な行
- 日本とジブチの関係

### は行
- ハッサン・グレド・アプティドン（政治家）
- バブ・エル・マンデブ海峡（海峡）
- フランス領アファル・イッサ（植民地）